# 奈良安剛
奈良 安剛（なら やすよし、1982年12月12日 - ）は、神奈川県横須賀市出身の元サッカー選手。

## 来歴
兄の影響で5歳の頃からサッカーを始める。中学時代には横浜マリノス・ジュニアユースで全日本選手権出場を経験し、中学卒業後はサッカー強豪校として知られる桐蔭学園高校に進学。1年生の時から全国大会のメンバーに名を連ね、2000年の全国高校サッカー選手権大会ではエースFWとして活躍した。2001年、コンサドーレ札幌に新加入。札幌では主に中盤の選手として起用され、ボランチや攻撃的ミッドフィールダーとしてプレーした。しかし、トップチーム出場は2002年の1試合のみにとどまり、同シーズン終了後に戦力外通告を受け退団。当時、Jリーグ入りを目指していた関東サッカーリーグ2部・ザスパ草津へ移籍した。草津では主にFWとしてプレー。得点源として活躍し、チームの優勝に貢献。チーム得点王になると同時に関東社会人リーグ2部のベストイレブンにも選ばれた。しかし、シーズン終了後に同チームを退団し、Jリーグ合同トライアウトに参加。Jリーグ復帰を目指したが叶わず、2004年はJFL・群馬FCホリコシへ入団した。ホリコシでも中心選手として活躍し、同年の天皇杯柏レイソル戦ではチームに退場者が出て苦しい中、決勝点を奪う活躍をみせ、プロチームからの勝利に貢献した。しかし、2005年は振るわず、シーズン途中に九州サッカーリーグ・ロッソ熊本へ移籍。ここでも結果を出すことが出来ず、シーズン終了後に北信越フットボールリーグ・松本山雅FCへ移籍した。松本でもなかなか結果を出せなかったが、2007年5月にツエーゲン金沢に移籍して本来の能力を発揮、10試合7ゴールと得点を量産、チームに貢献した。2008年のシーズンを終えて自主退団、2009年に引退を表明した。引退後は横浜F・マリノスの育成部のコーチに就任した。2023年現在関東学院大学監督。

## 所属クラブ
- 武山キッカーズ
- 横浜マリノスジュニアユース追浜
- 桐蔭学園高校
- 2001年 - 2002年 コンサドーレ札幌
- 2003年 ザスパ草津
- 2004年 - 2005年8月 群馬FCホリコシ（後の アルテ高崎）
- 2005年9月 - 同年12月 ロッソ熊本
- 2006年 - 2007年4月 松本山雅FC
- 2007年5月 - 2008年 ツエーゲン金沢

## 個人成績
| 国内大会個人成績 | 国内大会個人成績 | 国内大会個人成績 | 国内大会個人成績 | 国内大会個人成績 | 国内大会個人成績 | 国内大会個人成績 | 国内大会個人成績 | 国内大会個人成績 | 国内大会個人成績 | 国内大会個人成績 | 国内大会個人成績 |
| 年度             | クラブ           | 背番号           | リーグ           | リーグ戦         | リーグ戦         | リーグ杯         | リーグ杯         | オープン杯       | オープン杯       | 期間通算         | 期間通算         |
| 年度             | クラブ           | 背番号           | リーグ           | 出場             | 得点             | 出場             | 得点             | 出場             | 得点             | 出場             | 得点             |
| 日本             | 日本             | 日本             | 日本             | リーグ戦         | リーグ戦         | リーグ杯         | リーグ杯         | 天皇杯           | 天皇杯           | 期間通算         | 期間通算         |
| ---------------- | ---------------- | ---------------- | ---------------- | ---------------- | ---------------- | ---------------- | ---------------- | ---------------- | ---------------- | ---------------- | ---------------- |
| 2001             | 札幌             | 24               | J1               | 0                | 0                | 0                | 0                |                  |                  |                  |                  |
| 2002             | 札幌             | 24               | J1               | 1                | 0                | 0                | 0                |                  |                  |                  |                  |
| 2003             | 草津             |                  | 関東2部          |                  |                  | -                | -                |                  |                  |                  |                  |
| 2004             | ホリコシ         | 25               | JFL              | 26               | 7                | -                | -                | -                | -                | 26               | 7                |
| 2005             | ホリコシ         | 11               | JFL              | 11               | 0                | -                | -                | -                | -                | 11               | 0                |
| 2005             | 熊本             | 27               | 九州             | 2                | 0                | -                | -                | 1                | 0                | 3                | 0                |
| 2006             | 松本             | 15               | 北信越1部        | 8                | 1                | -                | -                | 2                | 0                | 10               | 1                |
| 2007             | 松本             | 25               | 北信越1部        | 1                | 0                | -                | -                | -                | -                | 1                | 0                |
| 2007             | 金沢             | 26               | 北信越1部        | 10               | 7                | -                | -                | 3                | 1                | 13               | 8                |
| 2008             | 金沢             | 26               | 北信越1部        | 12               | 10               | -                | -                | 2                | 0                | 14               | 10               |
| 通算             | 日本             | 日本             | J1               | 1                | 0                |                  |                  |                  |                  | 1                | 0                |
| 通算             | 日本             | 日本             | JFL              | 37               | 7                | -                | -                | -                | -                | 37               | 7                |
| 通算             | 日本             | 日本             | 関東2部          |                  |                  | -                | -                |                  |                  |                  |                  |
| 通算             | 日本             | 日本             | 北信越1部        | 31               | 18               | -                | -                | 7                | 1                | 38               | 19               |
| 通算             | 日本             | 日本             | 九州             | 2                | 0                | -                | -                | 1                | 0                | 3                | 0                |
| 総通算           | 総通算           | 総通算           | 総通算           | 71               | 25               | 0                | 0                | 8                | 1                | 79               | 26               |